# Jacques Poux
Pas d'image ? Cliquez ici

a Compétitions nationales et continentales officielles uniquement.

b Matchs officiels uniquement.
Jacques Poux, né le 1er juillet 1930 à Biarritz, est un joueur de rugby à XIII international français évoluant au poste de pilier dans les années 1950 et 1960.
Il dispute le Championnat de France à travers deux clubs au cours de carrière, le RC Marseille et le FC Lézignan. Avec le FC Lézignan, il remporte le Championnat de France : 1961 et 1963 avec André Carrère, André Lacaze et Gilbert Benausse.
Fort de ses performances en club, il côtoie l'équipe de France et compte deux sélections entre 1961 et 1965 affrontant la Nouvelle-Zélande et la Grande-Bretagne.

## Biographie

### Palmarès
- Collectif :
  - Vainqueur du Championnat de France : 1961 et 1963 (Lézignan).
  - Finaliste de la Coupe de France : 1961 (Lézignan).

### Détails en sélection
| 1. | 9 janvier 1961  | Nouvelle-Zélande | 5-5  | Test-match | Pilier         | - | - | - | - |
| 2. | 23 janvier 1965 | Grande-Bretagne  | 7-17 | Test-match | Deuxième ligne | - | - | - | - |